# Solenopsis tonsa
Solenopsis tonsa é uma espécie de formiga do gênero Solenopsis, pertencente à subfamília Myrmicinae.